# Острая (гора, Пятигорье)
Острая — останцовая магматическая (палеовулканическая) гора в Пятигорье, на Кавказских Минеральных Водах. Высота 872 м. Памятник природы.
Расположена на территории городского округа Железноводск, в 2 км к юго-западу от города Железноводска и в 1 км к северо-востоку от города Лермонтова. Представляет собой гребневидный скальный останец длиной 550 м с относительно высокой острой южной вершиной. Сложена бештаунитами, образующими крутопадающее трещинное тело — дайку. В южном подножье имеется самоизливающийся источник холодных углекислых сульфатно-гидрокарбонатных, кальциево-натриевых вод, выведенных скважиной, с дебитом 50 м³ в сутки.
Окружена широколиственным лесом Бештаугорского лесного массива.
На живописных отвесных скалах горы проводят тренировки и соревнования альпинисты.
Является краевым геологическим памятником природы (Постановление бюро Ставропольского краевого комитета КПСС и исполкома краевого Совета депутатов трудящихся от 15.09.1961 г. № 676 «О мерах по охране природы в крае»).
У западного подножия горы расположено село Острогорка.

## Галерея

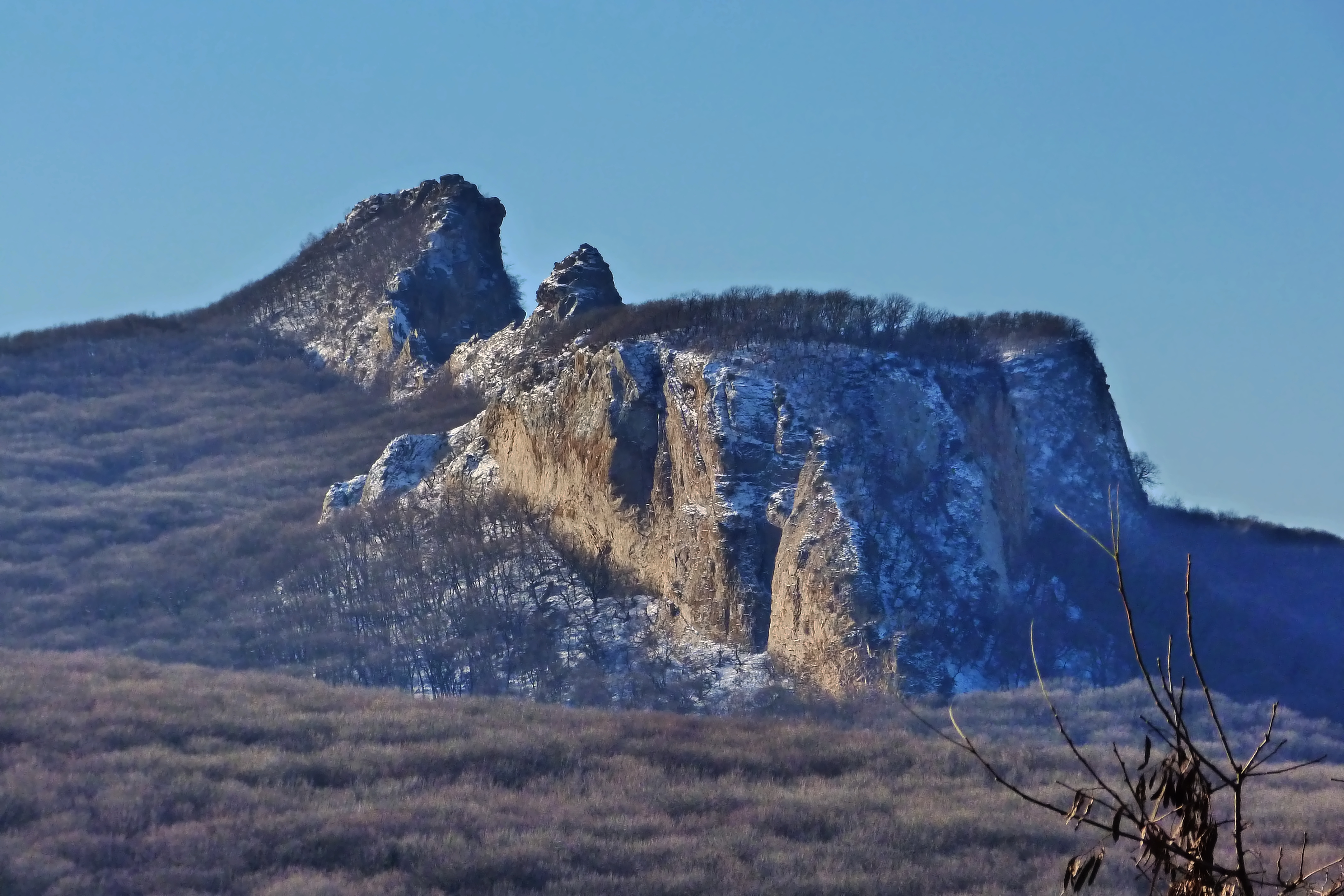
Вид на Острую с севера
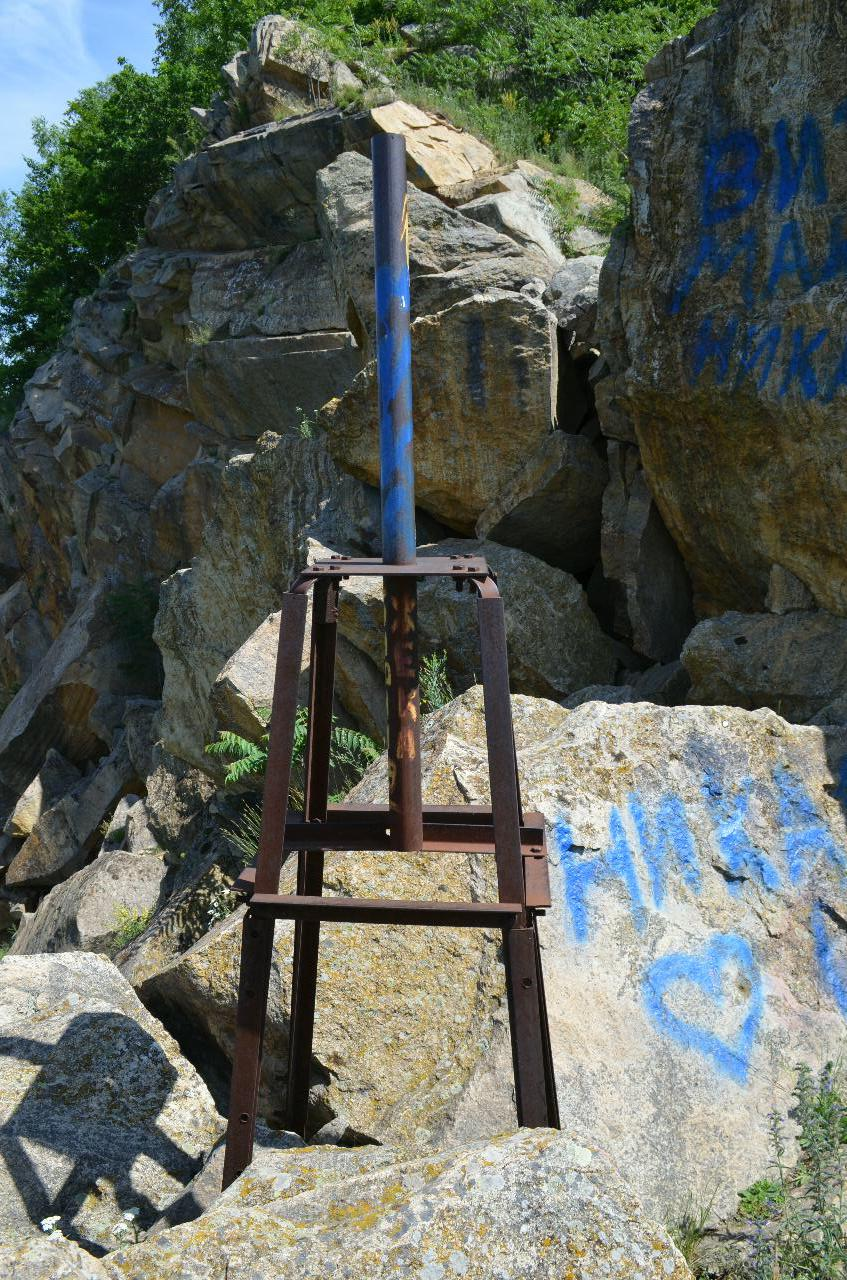
Триангуляционный знак
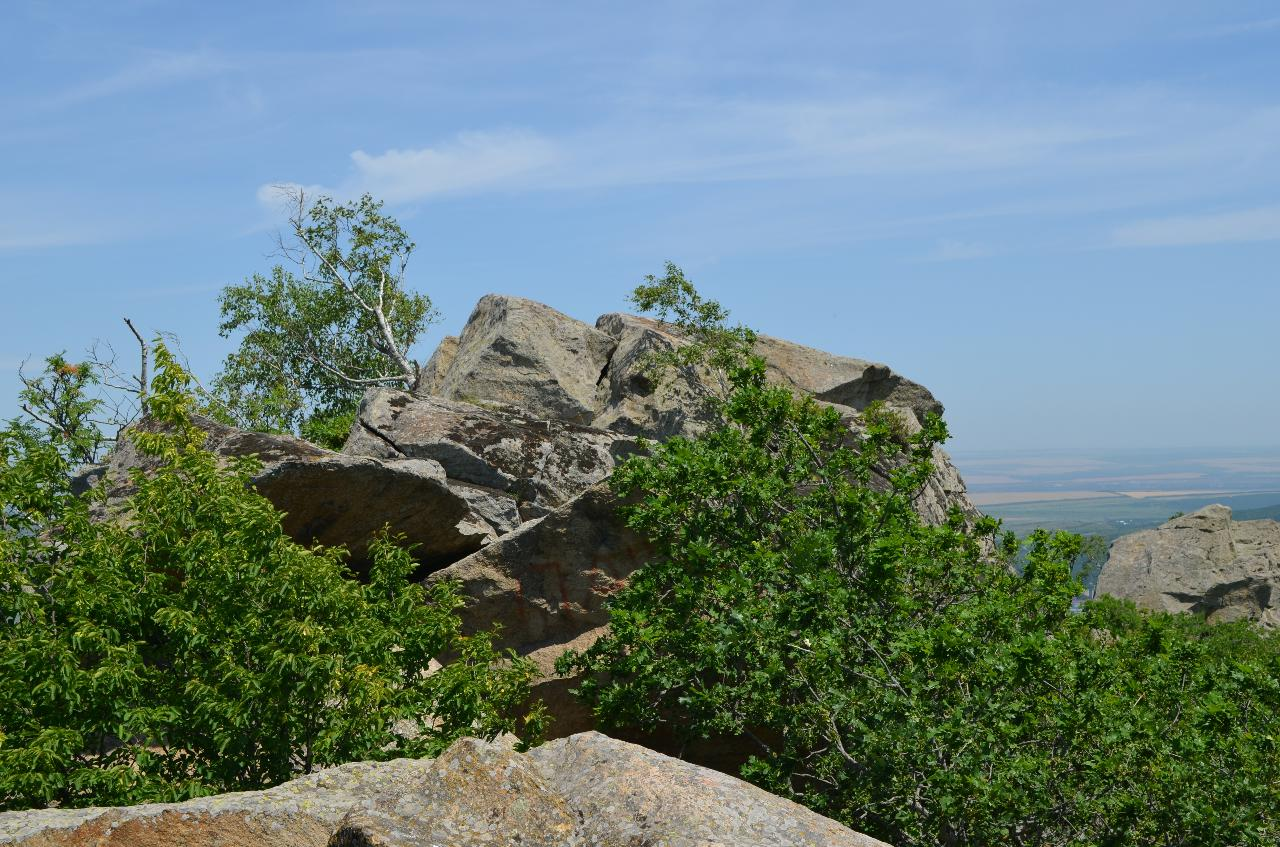
Вершина Острой
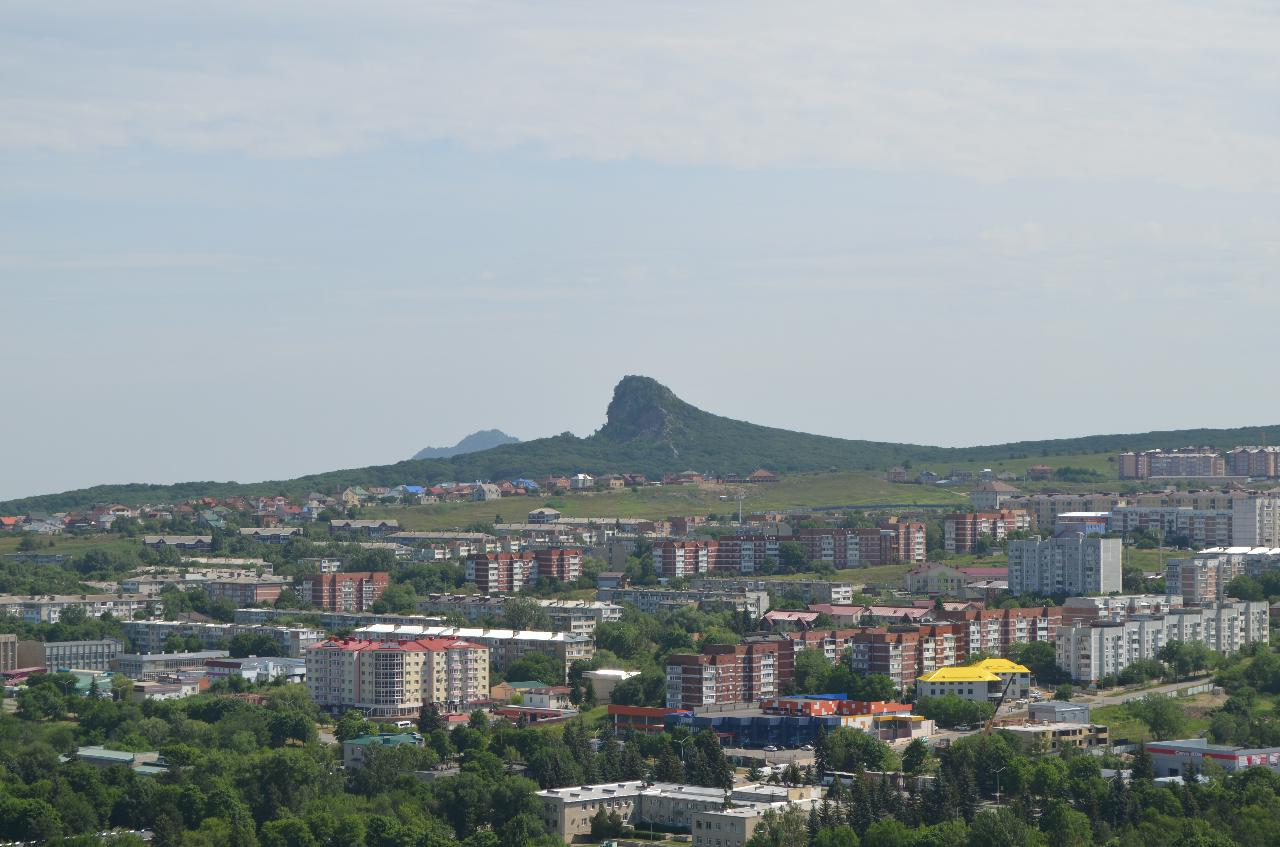
Острая и город Лермонтов